# Зальцман, Альберт Фёдорович
Альберт Фёдорович (Теодорович) Зальцман (нем. Albert Salzmann, 1833 — 1897) — русский архитектор немецкого происхождения, академик архитектуры Императорской Академии художеств; жил и работал в Грузии.

## Биография
В начале XIX века в Грузию прибыла первая волна переселенцев из Германии, в их числе был и отец Альберта Зальцмана — двадцатилетний молодой человек Теодор Зальцман, вознамерившийся начать новую жизнь в Грузии. Эта группа немцев обосновалась недалеко от Тифлиса, где было создано поселение под названием Элизабетталь (теперь Асурети). Жители поселения занимались главным образом сельским хозяйством.
Обеспечив себе материальную независимость, Теодор Зальцман переезжает в Тифлис, где начинает заниматься производством пива, которое пользовалось большим спросом. Преуспев в этом деле, Зальцман вкладывает деньги в недвижимость. Известно, что он владел гостиницей и караван-сараем.
Альберт с детства проявлял склонность к рисованию и отец, после окончания курса начального образования, отправляет сына для дальнейшего обучения в Петербург. Там юноша поступает в Императорскую Академию художеств, где его преподавателями стали известные в то время художники и педагоги Штакеншнейдер и Виллевальде. Получил медали Академии: малая серебряная (1858), большая серебряная медаль (1859) за «проект церкви». Получил от Академии художеств звание художника с правом на чин XIV класса (1860). Долгое время состоял помощником архитектора А. И. Резанова.
По возвращении в Грузию, архитектор начинает проектировать и строить множество зданий и сооружений, главным образом в Тифлисе и Боржоми. В 1861 году он стал членом Государственной строительной комиссии. В 1863 — работал в главном управлении по возрождению и укреплению христианства в Грузии.
В 1865—1866 годах был командирован в Германию, Бельгию, Францию и Англию для изучения опыта проектирования.
В 1867 году Академия художеств присудила Альберту Зальцману звание академика архитектуры. На московской политехнической выставке 1872 года награждён большой серебряной медалью за проект Михайловской больницы. В 1876 году он получает звание статского советника.
Авторству Альберта Зальцмана принадлежит множество зданий. Некоторые из них существуют и сегодня, как, например, Государственная картинная галерея (так называемый «Храм Славы», 1888), католическая церковь в Тбилиси, дача Измировой в Боржоми, летний дворец наместника великого князя Михаила Николаевича в Боржоми и много жилых домов. С 1886 года руководил работами по строительству оперного театра (по проекту архитектора В. А. Шрётера). Член Кавказского отделения Русского технического общества.
Архитектура не была единственным увлечением Альберта Теодоровича. Сохранились его архитектурные пейзажи, а также эскизы театральных костюмов, выполненные акварелью (хранятся в Государственном музее искусств Грузии), которые говорили о прекрасном владении сложной техникой акварели, о тонком вкусе и живом воображении.
С 1872 года Альберт Теодорович жил в построенном по его проекту собственном двухэтажном доме на Михайловской улице (ныне — проспект Давида Агмашенебели).

## Семья
Был женат на Эмилии Юргенс. Сын Александр и племянник (сын сестры Матильды) Оскар Шмерлинг стали художниками.

## Проекты и постройки

### Тбилиси

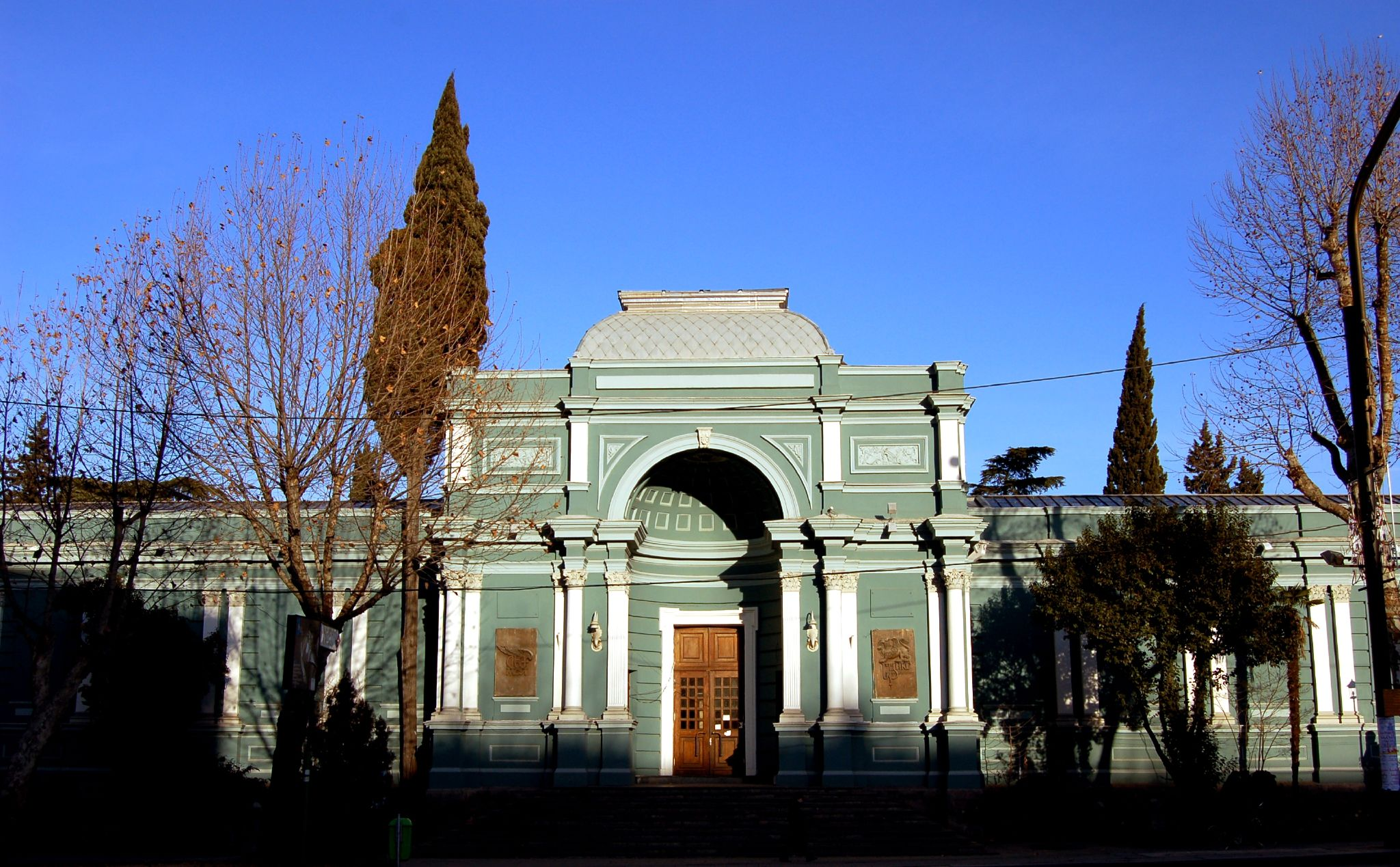
Храм Славы («Голубая галерея»)

- Дом Екатерины Мухран-Батони. Улица Павла Ингороквы, 9 (1862);
- Михайловская больница (совместно с медик-консультантом А. Либау). Проспект Давида Агмашенебели (1865);
- Дом Бебутова. Улица Галактиона Табидзе (1865);
- Здание Кавказского музея. Проспект Руставели, 3 (1868—1869; не сохранилось);
- Здание городского собрания. Угол улицы Пушкина и Армянского базара. (1870; не сохранилось);
- Бывшее здание женской гимназии, ныне — здание государственного музея Грузии (1872);
- Собственный дом Зальцманов. Проспект Давида Агмашенебели, 115 (1872);
- Женская гимназия св. Ольги. Улица Ладо Гудиашвили, 10 (1874);
- Католическая церковь Святых Петра и Павла (1870—1877);
- Дом Зубалова. Проспект Руставели (1880; не сохранился);
- Дом Сараджева. Проспект Руставели (1881; не сохранился);
- Жилой дом инженера Фердинанда Лемкуля. Улица Георгия Леонидзе, 10 (1881);
- Церковь св. Нины при Первой женской гимназии. Улица Шио Читадзе, 9 (1884);
- Дом Григола Мегвинова. Улица Шалвы Дадиани, 10 (1885);
- Оперный театр (по проекту В. А. Шрётера, участие в строительстве). Проспект Руставели, 25 (1886)[5];
- Храм Славы (ныне — Голубая галерея). Проспект Руставели, 11 (1885—1888);
- Дом Георгия Каракозова. Улица Паоло Яшвили, 15 (1889);
- Реконструкция здания окружного суда под гостиницу «Ориант». Проспект Руставели (1895; не сохранилась);
- Собор Александра Невского (по проекту Д. И. Гримма, участие в строительстве). Проспект Руставели (1871—1897, не сохранился)[7][8];
- Дом Шахназарова. Улица Галактиона Табидзе, 9;
- Доходный дом Тамамшева. Улица Антона Пурцеладзе, 16;

### Боржоми
- Дача Н. И. Измировой;
- Кавалерский дом и помещение для столовой[3];
- Летний дворец наместника великого князя Михаила Николаевича.

### Абастумани
- Дом Алиханова[3].